# Rathaus (Głubczyce)

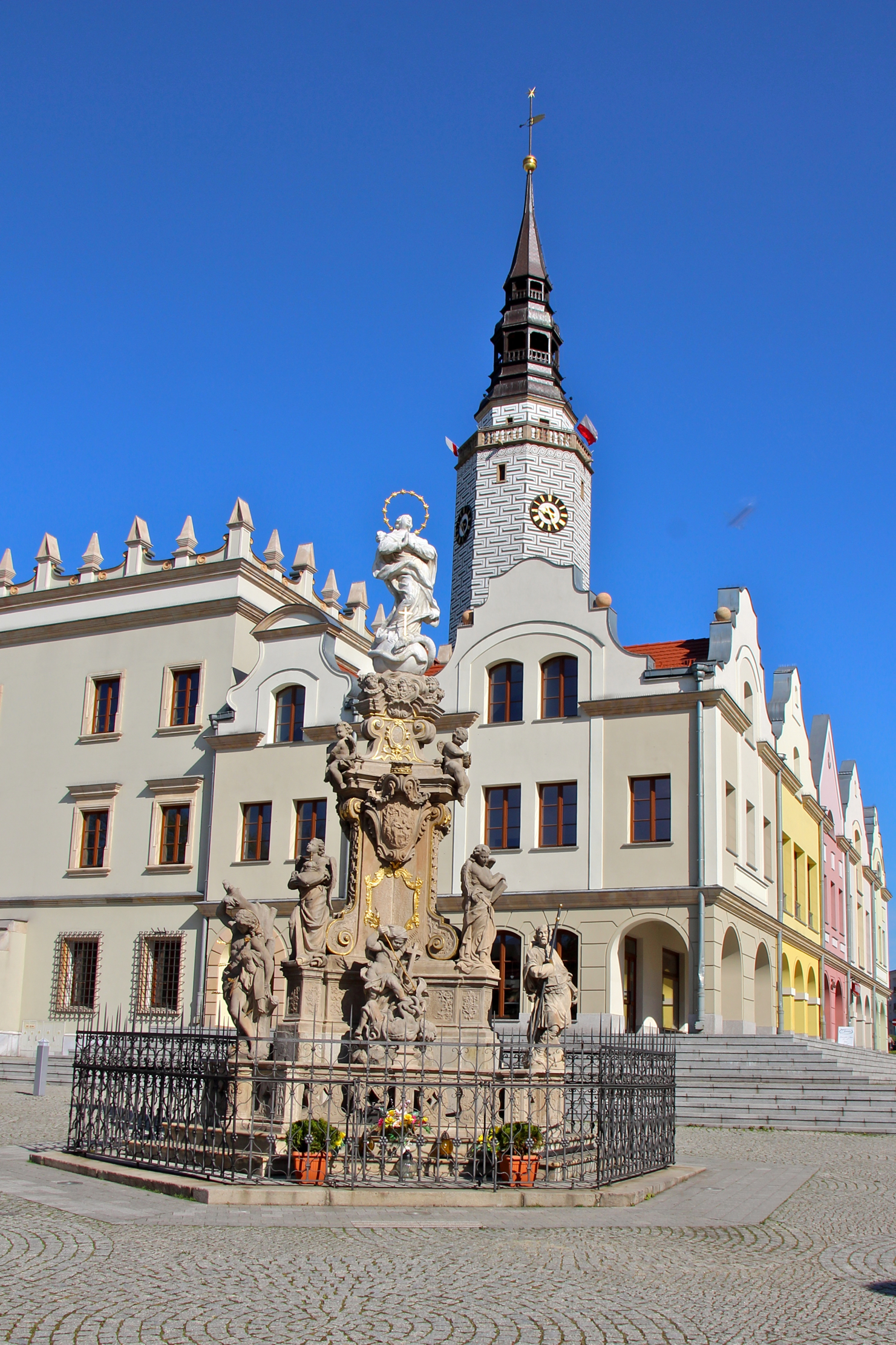
Das Rathaus mit der Mariensäule

Das Rathaus in Głubczyce (deutsch Leobschütz) ist ein Bauwerk im Renaissance-Stil. Im Gebäude befinden sich eine Bibliothek, ein Museum und eine Kunstgalerie. Über einem der Eingänge befindet sich das Wappen der Stadt. Neben dem Rathaus steht die Mariensäule.

## Geschichte
Ein Rathaus in Leobschütz wurde erstmals 1383 erwähnt, als die Stadt zum Herzogtum Leobschütz gehörte. 1570 wurde das gotische Rathaus im Renaissance-Stil umgebaut. Während eines Großfeuers im Jahr 1603 brannte das Rathaus nieder. 1606 wurde das Rathaus im Renaissance-Stil wiederaufgebaut und 1676 restauriert. Von 1862 bis 1864 wurde das Bauwerk nach Plänen des Architekten Carl Johann Lüdecke aus Breslau im neogotischen Stil umgebaut. Unter der Leitung von Paul Klehr fand von 1931 bis 1936 eine Restaurierung des Rathauses statt. Dabei erhielt der Turm ein Sgraffito. Klehr ließ den „Eisernen Woyrsch“, ein Denkmal für den preußischen Generalfeldmarschall Remus von Woyrsch, von der Fassade des Turms nach innen in die Rathaushalle umsetzen. Das Woyrschdenkmal war ein Werk des Leobschützer Bildhauers Paul Ondrusch.
Beim Einmarsch der Roten Armee in Leobschütz Anfang 1945 wurde das Rathaus teilweise zerstört. Es verblieb im ruinösen Zustand und verfiel in den kommenden Jahren weiter, wobei die Bausteine sukzessive abgetragen wurden. Erst 1972 erfolgte eine Sicherung der Reste. Erhalten blieben der Turm und die Fassaden des Erdgeschosses.
2004 ist die Ruine in den Besitz der Stadt Głubczyce übergegangen. 2006 begann der Wiederaufbau des Rathauses, jedoch nicht im originalen Zustand aus der Zeit vor der Zerstörung. Die Arbeiten wurden 2008 abgeschlossen. Am 26. April 2008 erhielt der Rathausturm eine neue Turmspitze.